# Ленский, Игорь Леонидович
Игорь Леонидович Ленский (род. 16 февраля 1963, Москва) — российский шахматист и журналист, третий призёр 38-го чемпионата Европы по заочным шахматам (1988—1995).

## Биография
Родился 16 февраля 1963 года в Москве. Отец — физик Л. А. Ленский.
Окончил шахматное отделение Института физкультуры (ГЦОЛИФК) и отделение журналистики Московского гуманитарного университета. Кандидат педагогических наук (1998).
Работал в газете «Правда», ныне работает в издании «Московский железнодорожник».

## Шахматная деятельность

### Заочные шахматы
Третий призёр 38-го (1988—1995) чемпионата Европы, участник ¾ финала чемпионата мира. Третий призёр 7-го чемпионата Москвы (1985). Победитель 9-го командного чемпионата СССР в составе команды Москвы (1987—1992).
Международный мастер ИКЧФ (1997) по результатам нескольких турниров: АВО-14, 38-й чемпионат Европы и 20-й чемпионат СССР — мемориал Исаака Романова.

### Очные шахматы
Мастер спорта СССР по итогам полуфинала чемпионата Москвы (1987).